# Келпіно (Щецинецький повіт)
Келпіно (пол. Kiełpino) — село в Польщі, у гміні Борне-Суліново Щецинецького повіту Західнопоморського воєводства.
Населення — 364 особи (2011).

## Демографія
Демографічна структура станом на 31 березня 2011 року:
|          | Загалом | Допрацездатний вік | Працездатний вік | Постпрацездатний вік |
| -------- | ------- | ------------------ | ---------------- | -------------------- |
| Чоловіки | 194     | 42                 | 140              | 12                   |
| Жінки    | 170     | 42                 | 102              | 26                   |
| Разом    | 364     | 84                 | 242              | 38                   |